# Lasioglossum yolense
Lasioglossum yolense är en biart som först beskrevs av Cockerell 1945.  Lasioglossum yolense ingår i släktet smalbin, och familjen vägbin. Inga underarter finns listade i Catalogue of Life.